# Força g
La força g és una mesura de força, una mesura intuïtiva d'acceleració. Està basada en l'acceleració que produiria la gravetat terrestre en un objecte qualsevol en condicions ideals (sense atmosfera o qualsevol altre fregament). Una acceleració d'1 g és generalment considerat com a igual a la gravetat estàndard, que és de 9,80665 metres per segon quadrat (m/s  2 ). La força g per a un objecte és de 0 g en qualsevol ambient sense gravetat, com durant una caiguda lliure o dins d'un satèl·lit orbitant la Terra i d'1 g en qualsevol objecte estacionari en la superfície de la Terra al nivell del mar. A part d'això, les forces g poden ser majors a 1, com en una muntanya russa, en una centrifugadora o en un coet. El mesurament de les forces g es fa mitjançant un acceleròmetre.
Es designa per una g minúscula per diferenciar-la de la constant de gravitació universal.

## Origen d'aquestes forces
L'acceleració és un fenomen familiar per a qualsevol que s'hagi pujat a un automòbil, experimentant en cada canvi de direcció i velocitat respecte al punt de referència. Quan canvien algunes d'aquestes, es poden sentir canvis laterals (de costat a costat) i longitudinals (d'endavant cap enrere).
L'acceleració i la força g pot ser expressada en termes més familiars: Una acceleració d'1 g és la variació de la velocitat en aproximadament 35 km/h (22 mph) per cada segon. Un automòbil d'alt rendiment pot frenar (desaccelerar) a aproximadament 1 g. Això significa que un automòbil que viatgi a 105 km/h (66 mph) i freni en 1 segon experimentarà una força de 3 g.
L'expressió "1 g = 9,80665 m/s  2 " significa que per cada segon que passa, la velocitat varia en 9,80665 m/s (35,30394 km/h).

## Acceleració i forces

Tercera llei de Newton: Llei de les forces oposades.

En 1687 Newton va escriure les seves conegudes lleis de Newton. En la seva segona llei, la llei de l'acceleració, Newton va plantejar una equació que reduïda s'escriu com a F = ma. Aquesta fórmula enuncia que la F (força que actua sobre un cos) és igual a la M (massa) multiplicat per la A (acceleració).
A la tercera llei de Newton, la llei de les forces oposades, diu:
| « | 3ª llei de Newton: A tota acció s'hi oposa una força de reacció, sent aquesta força igual a la primera, però de sentit contrari. | » |

Per Newton (i per a tots nosaltres), la seva tercera llei determinava que la gravetat actuant cap avall no era l'única força que actuava per mantenir les teves mans avall. Simultàniament, per aixecar les teves mans has d'aplicar la mateixa força però en la direcció oposada, és a dir, cap amunt. Quan llances una pedra cap al sòl, no hi ha forces que actuen en la direcció contrària, per la qual cosa accelera. Això està d'acord amb la primera llei de Newton: La llei d'inèrcia.

## Equació
Per calcular l'acceleració en m/s  2  tenint força g s'ha de buidar aquesta simple equació:
F x 9,81 = nivell m/s  2 
Sent F la força en g i vel la velocitat en metres per segon quadrat.

## Tolerància humana
La tolerància humana depèn de la magnitud de la força g, la durada, la direcció, el lloc aplicat i la postura del cos.
El cos humà és flexible i deformable (llei de la matèria), particularment els teixits lleugers. Un gran cop a la cara podria arribar a centenars de g, però no produiria cap dany real; 16 g per un minut pot ser, sens dubte, mortal. Quan hi ha vibració pel mig, forces g relativament baixes poden danyar seriosament si es troben a la freqüència de ressonància dels òrgans i teixits.
Fins a cert grau, la tolerància a les forces g pot ser entrenable, havent-hi una considerable variació entre la resistència de diferents individus. Algunes malalties, com els problemes cardiovasculars, redueixen la tolerància a les forces g.

### Forces g verticals
Els avions, en general, exerceixen una gran força g en l'eix relacionat al pujar i baixar. Això causa una gran variació en la pressió sanguínia, que limita la tolerància màxima. A més a més, les forces g es poden veure en un avió de combat o d'acrobàcia, ja que els pilots estan exposats a grans canvis de gravetat en els seus moviments.
En els avions, les forces g normalment estan orientades cap als peus, fent que arribi menys sang al cervell; causant principalment problemes al cervell i de visió. A més a més causa la quasi immobilitat de les extremitats, ja que han de suportar gairebé 1000 vegades el seu pes. Mentre que les forces g augmenten, pot ocórrer un "brownout" o un "grayout", on la visió perd exactitud. Si les forces g augmenten, apareixerà la visió de túnel. Si segueixen en augment, es perdrà la visió, però es mantindrà la consciència. Aquest punt és anomenat "visió negra" o Blacking out. Passat aquest punt, s'arribarà a la pèrdua de consciència, conegut com a G-LOC (LOC per "pèrdua de la consciència" en anglès). Mentre que la tolerància varia, una persona normal pot resistir 5 g (49 m/s  2 ) abans del G-LOC, però amb un vestit antigravetat i tècniques de tibat de músculs, ambdós actuant per retornar la sang al cervell, els pilots moderns poden suportar fins a 9 g (88 m/s  2 ) mantinguts (per un període) o més (entrenament per a altes g).
La resistència a les forces g negatives, les quals forcen la sang cap al cap, és molt menor. El límit mitjà és de -2 g a -3 g (-20 m/s  2  a -30 m/s  2 ). La visió de la persona es torna vermella, (visió vermella o red out). Això és probablement perquè els capil·lars dels ulls s'inflamen o exploten a causa de l'augment de la pressió.

### Forces g horitzontals
El cos humà té una millor capacitat per resistir forces g horitzontals que verticals. Generalment, quan l'acceleració és cap endavant, de manera que la força empeny al cos cap enrere (col·loquialment "els ulls cap endins"), havent-hi una millor tolerància que quan és en la direcció contrària ("els ulls cap a fora"), pel fet que els vasos sanguinis són més sensibles en aquesta direcció.
Recents experiments demostren que les persones sense cap mena d'entrenament poden arribar a suportar 17 g de força g cap endavant, (comparat amb els 12 g màxims de força cap enrere) per molts minuts sense perdre el coneixement o acabar amb danys aparents.

## Exemples d'acceleracions
|                                                                                   | Valor (o rang) |
| Satèl·lits en òrbita i proves de gravetat zero                                    | 0 g            |
| Superfície de la lluna en l'Equador                                               | 0,1654 g       |
| Superfície de la terra en l'Equador al nivell del mar.                            | 1 g            |
| Coet lunar Saturn V acabat enlairant                                              | 1,14 g         |
| Màxim d'una Llançadora espacial durant l'enlairament i el reingrés a l'atmosfera. | 3 g            |
| Muntanyes russes més ràpides                                                      | 3,5-5 g        |
| Apol·lo 16 en reingrés                                                            | 7,19 g         |
| Viratge màxim normal en un avió acrobàtic o un jet de combat.                     | 9 g            |
| Màxim per a un humà en un trineu coet (John Stapp)                                | 46,2 g         |
| Míssil Sprint                                                                     | 100 g          |
| Talla exposició d'una persona a un xoc                                            | > 100 g        |
| Capacitat d'absorció de rellotges mecànics                                        | 5000-7500 g    |
| Munició 9 × 19 Parabellum de mà (Llarg mitjana d'una munició)                     | 31.000 g       |
| Munició de mà 9 × 19 Parabellum, màxim                                            | 190.000 g      |

### Altres exemples
- En detectar 3 g salten els coixins de seguretat.
- Un caça en un gir pot produir 7 g. Per compensar la força s'utilitzen vestits anti-G.
- Un automòbil de Fórmula 1 pot produir en frenada 5 g, i 5 g laterals en les corbes.
- Un cotxe de turisme en una frenada d'emergència produeix al voltant d'1 g.
- Robert Kubica, en el seu brutal accident en el GP del Canadà de F1 el 2007, va patir un pic de 75 g durant un mil·lisegon.[14]
- Ralf Schumacher a Indianapolis va patir un brutal accident, del que en va sortir sense greus problemes, però amb un pic de 72 g.
- En un viatge en muntanya russa es produeixen ràpids canvis entre g positives (sovint se solen aconseguir al voltant de les 4 g) i negatives (sobre -1 g), la qual cosa produeix la sensació típica que crida l'atenció a la gent i fa que aquestes atraccions agradin tant.

Nota: El rècord mundial voluntari que ha resistit l'home en força g és de 82,6 g durant només 0,04 segons.